# Амистад (фильм)
«Амиста́д» (исп. Amistad) – американский кинофильм режиссёра Стивена Спилберга, вышедший на экраны в 1997 году и рассказывающий о борьбе за отмену рабства в США в 1840-е годы. Фильм получил четыре номинации на премию «Оскар». Тему борьбы против рабства Спилберг продолжил в картине «Линкольн», вышедшей на экраны в 2012 году.
Фильм основан на реальных событиях и романе Уильяма Оуэнса «Чёрный бунт» (англ. Black Mutiny). Музыка была написана Джоном Уильямсом. Альбом саундтреков был выпущен 9 декабря 1997 года на лейбле DreamWorks Records.

## Сюжет
1839 год. То был период в мировой истории, когда, по словам королевы Испании Изабеллы II, работорговля была столом для деловых переговоров (в фильме её играет 15-летняя Анна Пэкуин). На испанском корабле «Амистад» («La Amistad», по иронии, в переводе с испанского – «Дружба») рабы поднимают бунт, безжалостно убивая почти всю команду работорговцев, включая кока, и пытаются повернуть к африканским берегам – в родную Сьерра-Леоне. Оставив пару белых, которые должны помочь им плыть на восток, рабы ищут путь по звёздам.
Проплутав шесть недель в районе Бермудского треугольника, темнокожие борцы за свободу попадают в США, где их судят как мятежников, предварительно заковав в кандалы. Федеральный суд штата Коннектикут (единственного штата, где рабы могли быть свободными) в тупике: Испания требует вернуть ей собственность (то есть – рабов) назад, береговая охрана США хочет получить деньги как компенсацию за спасение иностранной собственности (корабля), а по мнению нью-йоркского бизнесмена (и одного из ярких борцов против рабства) Таппана (Стеллан Скарсгард) – темнокожих пленников надо освободить. Вдобавок ко всему госсекретарь США Джон Форсайт (а с его подачи и тогдашний 8-й президент страны Мартин Ван Бюрен) предлагает поддержать притязания испанского двора. По словам сторонников выдачи испанцам рабов, в США насчитывается 4 млн афроамериканцев, которых надо держать в повиновении. И это важнее, чем 44 мятежника, принадлежащие мадридскому двору. Тем более что договор с Испанией о возвращении незаконно отнятой собственности был подписан ещё в 1795 году.
По закону пленникам полагается защитник, которым становится мастер судебных дел по недвижимости Роджер Болдуин. Поначалу адвокат явно проигрывает окружному прокурору: обвинитель показывает документы, подтверждающие права Испании на рабов. Обвинение поддержано присутствием на суде и госсекретаря США. У адвоката же, помимо отсутствия доказательной базы, возникает много проблем с подзащитными, главные из которых – языковой барьер и нежелание узников идти на сотрудничество с белым адвокатом. На стороне подсудимых – аболиционисты (сторонники отмены рабства), лидер которых, бывший раб Теодор Джоудсон, полностью поддерживает темнокожих братьев (персонажа, которого играет Морган Фриман, в действительности никогда не существовало, это собирательный образ афроамериканских аболиционистов).
Оппонентом защите стал и президент Ван Бюрен, который в интересах собственной предвыборной кампании пытается получить голоса рабовладельцев-южан. Но найдя в лице бесстрашного вожака африканцев Синке союзника, молодой адвокат сумел переломить ход процесса. Болдуин образно показал Синке, что все его прежние подвиги на родине (а он камнем смог убить дикого льва), могут пригодиться в этом суде: «Здесь – второй лев, суд – это твой новый лев, и надо здесь спасать свою семью и своих сородичей!». Да и сам адвокат перестроился. Если в начале суда Болдуин мог лишь выдвигать патетические аргументы, например, махнуть руками в сторону обвиняемых: «Вот мои доказательства!», – то теперь он находит документальное подтверждение невиновности обвиняемых.
Флешбеком показана история того, как Синке и его соплеменники попали в рабство: их захватили воины другого племени и обменяли белым работорговцам за ружья. В ужасных условиях, как скот, в трюме рабов доставили на Кубу, продали испанцам на рынке рабов и погрузили на «Амистад». Синке ночью во время шторма удалось освободиться и поднять бунт.
Старый судья Джоттсон всё больше и больше склоняется к доводам защиты. Тогда президент Ван Бюрен меняет судью – на молодого и честолюбивого Коглина, одновременно убирает присяжных, которые могут поверить сердобольным речам аболиционистов. Но и при новом составе суда защита находит нетривиальные ходы. Среди прочих свидетелей защиты Болдуин привлекает английского капитана Фицджеральда, чей корабль патрулировал побережье Западной Африки для борьбы с работорговлей (в Англии рабство тогда уже было запрещено). Найдены свидетельства, подтверждающие слова Синке о зверствах его поработителей. Доказано, что действительно экипаж португальского корабля «Текора», на котором был вывезен Синке, в пути мог уничтожить рабов и выбросить безжалостно полусотню человек в море. Аргументы безукоризненны.
Вердикт судьи Коглина начался вроде с приятных для ушей прокурора слов в поддержку президента и испанской королевы. Но затем, по мере выступления судьи, представители обвинения тихо стонут: двух испанцев, спасшихся во время мятежа, за жестокое обращение и работорговлю в зале суда берут под стражу. А темнокожих пленников судья Коглин требует немедленно освободить и отправить за счёт федеральных властей на родину. Победа?
Но у обвинения есть ещё одна попытка оспорить приговор в Верховном Суде США. Шансы у прокурора здесь велики: большинство членов Высшей судебной инстанции страны – южане, выходцы из богатых семейств землевладельцев-работорговцев. Запущен слух, что если дело выиграют рабы, то всколыхнётся весь Юг, и это приведет к гражданской войне. Для защиты мало сильных доводов, нужны сильные личности с сильнейшими доводами.
Лишь вмешательство бывшего (шестого) президента, занимавшего после ухода из Белого дома пост конгрессмена из Массачусетса Джона Куинси Адамса (Энтони Хопкинс), меняет ход судебного заседания. До этого (на первом этапе суда) он дважды отказывался от участия в процессе. Но выступление в Верховном Суде для него имело свой шарм, и он уверенно поддержал защиту. Адамс произносит блестящую речь во славу свободы, которая была провозглашена Отцами-основателями США. Во время речи Адамс обходит бюсты первых шести президентов и задерживается у белого бюста своего отца — Джона Адамса, 2-го президента. Этот пассаж бывшего президента восхищает судей, и не найдя юридических зацепок в пользу выдачи пленников Испании, они подтверждают права рабов на свободу и отправку домой. Изящно обойдены и условия договора с Испанией: он не применим к данному случаю, так как темнокожие пленники не были незаконно отняты у Испании.
После всех злоключений Синке вернулся в Сьерра-Леоне. Здесь он узнал, что на родине идет гражданская война, а семья бесследно исчезла и, по слухам, продана в рабство. А Ван Бюрена так и не переизбрали президентом, хозяином Белого дома в 1840 году стал генерал Гаррисон.

## В ролях
- Морган Фримен — Теодор Джоудсон
- Найджел Хоуторн — президент США Мартин Ван Бюрен
- Энтони Хопкинс — конгрессмен США Джон Куинси Адамс, бывший президент США
- Джимон Хонсу — Синке
- Мэттью Макконахи — Роджер Болдуин[англ.]
- Дэвид Пеймер — госсекретарь США Джон Форсайт
- Пит Постлетуэйт — окружной прокурор Холаберд
- Стеллан Скарсгард — аболиционист Льюис Таппан[англ.]
- Разаак Адоти — Ямба
- Абу Бакаар Фофана — Фала
- Анна Пэкуин — королева Изабелла II
- Томас Милиан — Анхель Кальдерон де ла Барка и Бельграно
- Чиветел Эджиофор — Джеймс Кови
- Джино Сильва — Хосе Руис
- Джон Ортис — Педро Монтес
- Ральф Браун — лейтенант Томас Л. Гедни
- Даррен Э. Берроуз — лейтенант Ричард В. Миде
- Аллан Рич — судья Эндрю Т. Джаттсон
- Пол Гилфойл — адвокат
- Питер Фёрт — капитан Фицджеральд, командир британского патрульного судна
- Ксандер Беркли — Леджер Хаммонд
- Джереми Нортэм — судья Коглин
- Арлисс Ховард — сенатор США Джон Колдвелл Кэлхун, бывший вице-президент США
- Остин Пендлтон — профессор Гиббс
- Кевин Дж. О’Коннор — Миссионер
- Джералд Молен — судья

## Съёмочная группа
- Сценарист: Дэвид Францони
- Режиссёр: Стивен Спилберг
- Продюсеры:
  - Стивен Спилберг
  - Дебби Аллен
  - Колин Уильямс
- Оператор: Януш Камински
- Композитор: Джон Уильямс
- Монтаж: Майкл Кан
- Художник: Рик Картер
- Художник по костюмам: Рут Э. Картер

## Награды и премии
- 1998 — премия Broadcast Film Critics Association Awards за лучшую мужскую роль второго плана (Энтони Хопкинс).
- 1998 — премия Европейской киноакадемии за европейский вклад в мировое кино (Стеллан Скарсгард).
- 1998 — две премии Image Award Национальной Ассоциации за развитие не-белого населения (NAACP): лучшая мужская роль (Джимон Хонсу), лучшая мужская роль второго плана (Морган Фриман).
- 1998 — премия Гильдии продюсеров Америки Vision Award в номинации «лучший художественный фильм для проката в кинотеатрах».
- 1998 — премия «Спутник» за лучшую операторскую работу (Януш Камински).
- 1998 — четыре номинации на премию «Золотой глобус»: лучший фильм — драма; режиссёр (Стивен Спилберг); драматический актёр (Джимон Хонсу); актёр второго плана (Энтони Хопкинс).
- 1998 — четыре номинации на премию «Оскар»: актёр второго плана (Энтони Хопкинс); операторская работа (Януш Камински); художник по костюмам (Рут Э. Картер); композитор (Джон Уильямс).
- 1998 — номинация на премию «Давид ди Донателло» за лучший зарубежный фильм (Стивен Спилберг).
- 1998 — номинация на премию Гильдии режиссёров США за лучшую режиссуру — Художественный фильм (Стивен Спилберг).
- 1998 — номинация на премию Гильдии киноактёров США за лучшую мужскую роль второго плана (Энтони Хопкинс).
- 1998 — номинация на премию Американского общества кинооператоров (Януш Камински).
- 1999 — номинация на премию «Грэмми» за лучшую инструментальную композицию, написанную для ТВ или художественного фильма (Джон Уильямс).

Всего фильм получил 22 номинации, но и не удостоился премий Гильдий художников кино и режиссёров, Общества политических фильмов, Общества кинокритиков. Большим конкурентом по числу полученных в 1998 году наград был «Титаник». Как шутили журналисты, под обломками «Титаника» были погребены надежды на премии многих интересных киноработ, в том числе и творение Спилберга.

## Выход на экраны
Права на экранизацию книги Оуэнса были приобретены ещё в 1984 году, но будущий продюсер картины Дебби Аллен предложила стать режиссёром Спилбергу после съёмок «Списка Шиндлера». Это был первый фильм, снятый Спилбергом на киностудии «DreamWorks SKG», где он являлся совладельцем и соучредителем.
Писательница Барбара Чейз-Рибо перед выходом фильма на экраны подала в суд на Спилберга, обвинив его в том, что в основе фильма якобы лежит её роман «Эхо львов», выпущенный в Италии. Суд выиграла студия Спилберга.
Фильм после выхода на экраны был встречен неоднозначно:

В США в Университете им. Бригэма Янга (штат Юта), принадлежащем мормонской церкви, запретили демонстрацию фильма в университетском кинотеатре, сославшись на его жестокость и эротизм. Руководство университетского общежития заявило, что ему будет слишком трудно редактировать «Амистад» – ведь уже приходилось это делать с фильмом «Список Шиндлера» в 1994 г., чтобы смонтировать подходящую версию для студентов.— Дон Б. Соува
В роли шхуны «Амистад» снялся клипер из Балтимора «Гордость Балтимора». В 2000 году в том же Балтиморе была спущена на воду шхуна под одноимённым названием «Amistad», каждый год группа волонтёров участвует в плавании на её борту.
Фильм получил в американском прокате возрастные ограничения для детей (R) (за имеющиеся там жестокие сцены насилия и наличие эпизодов с обнаженными телами). В России прокатное удостоверение было выдано без возрастных ограничений для просмотра. В России дистрибьютором фильма на лицензионном видео была компания «Премьер Видео Фильм» в 1999 году, на DVD (5 зона) — в 2001 году «Премьер Мультимедиа». Фильм не стал успешным коммерческим проектом для кинокомпании Спилберга. Кассовые сборы едва превзошли бюджет картины и принесли в прокате 44,1 млн долларов.
Среди тех, кто приглашался на роли, были именитые актёры мирового кино: шотландец Шон Коннери не был выбран исполнять роль президента Адамса (его место занял англичанин Хопкинс), а Дензел Вашингтон и Кьюба Гудинг — на роль Синке. Возможно, актёров, претендовавших на роль Синке, смущало требование Спилберга озвучивать роль только на языке менде. За всю роль этот персонаж произносит только шесть английских слов.
Энтони Хопкинс не получил «Оскара» за роли президентов: Никсона в одноимённом фильме и здесь – Адамса.
Кинокритики в целом одобрительно отнеслись к той части фильма Спилберга, которая называется политкорректностью. Многие при этом отметили затянутость и вялотекущее действие с сильными морализаторскими выводами, которые напомнили им скорее современную судебную драму, чем исторический эпический фильм. В чём согласилось большинство «акул пера», так это в удивительно тонкой манере игры главных персонажей, включая новичка Джимона Хонсу и его именитых коллег: как Хопкинса, Фримана и Хоторна, так и юной Пэкуин.

### Историческая справка
Настоящее имя Джозефа Синке было Сенгбе Пье. Сцена, в которой на совещании один из конгрессменов обращается к откинувшемуся на спинку кресла Адамсу (в начале киноленты), после чего повисает недвусмысленная пауза, отсылает к обстоятельствам его реальной смерти: Джон Куинси Адамс умер в Вашингтоне от обширного кровоизлияния в мозг, случившегося во время заседания конгресса. Адвокату Болдуину к моменту исторического процесса было 47 лет. Спустя некоторое время после описываемых событий он стал губернатором штата Коннектикут. Ван Бюрен не мог вести предвыборную кампанию по переизбранию на второй срок, причем по одной важной причине: в ту пору предвыборных кампаний не вели. Президентские кампании в США входят в моду лишь в конце XIX века. Кроме того, его репутация среди избирателей была настолько испорчена последствиями кризиса 1837 года, что шансов переизбраться у него практически не было.

### Цитаты
- Джобсон: Но у нас есть разделение ветвей власти!

Адамс: Не больше, чем здесь (показывает на розовый куст, вывезенный из Вашингтона и растущий в горшке)
- Болдуин: У нас проблема. Судью заменили, более того, теперь не будет присяжных.

Синке: Разве так можно? Разве вождя можно менять?
- Если у вас нет власти над судом, значит у Вас вообще нет власти (посол Испании Кальдерон о судопроизводстве в США).
- Джобсон (Таппону): Правда в том, мистер Таппон, что для некоторых людей, их ненависть к рабству важнее всего на свете. Даже важнее самих рабов!
- Я хочу доказать, что естественным состоянием человека является свобода! (Адамс в речи на Верховном Суде).
- Капитан английского судна, обстреливающего крепость: «Огонь!» (диктует) «Его чести госсекретарю Соединённых Штатов Джону Форсайту. С превеликим удовольствием сообщаю, что Вы оказались правы. Невольничьей крепости в Сьерра-Леоне не существует!»
- Синке (после вердикта Верховного Суда США): Какие слова вы произнесли, чтобы убедить их?

Адамс: Твои!